# Bestune X80
La Bestune X80, chiamata anche Besturn X80, è un'autovettura prodotta dalla casa automobilistica cinese First Automobile Works con marchio Bestune dal 2013.

## Descrizione

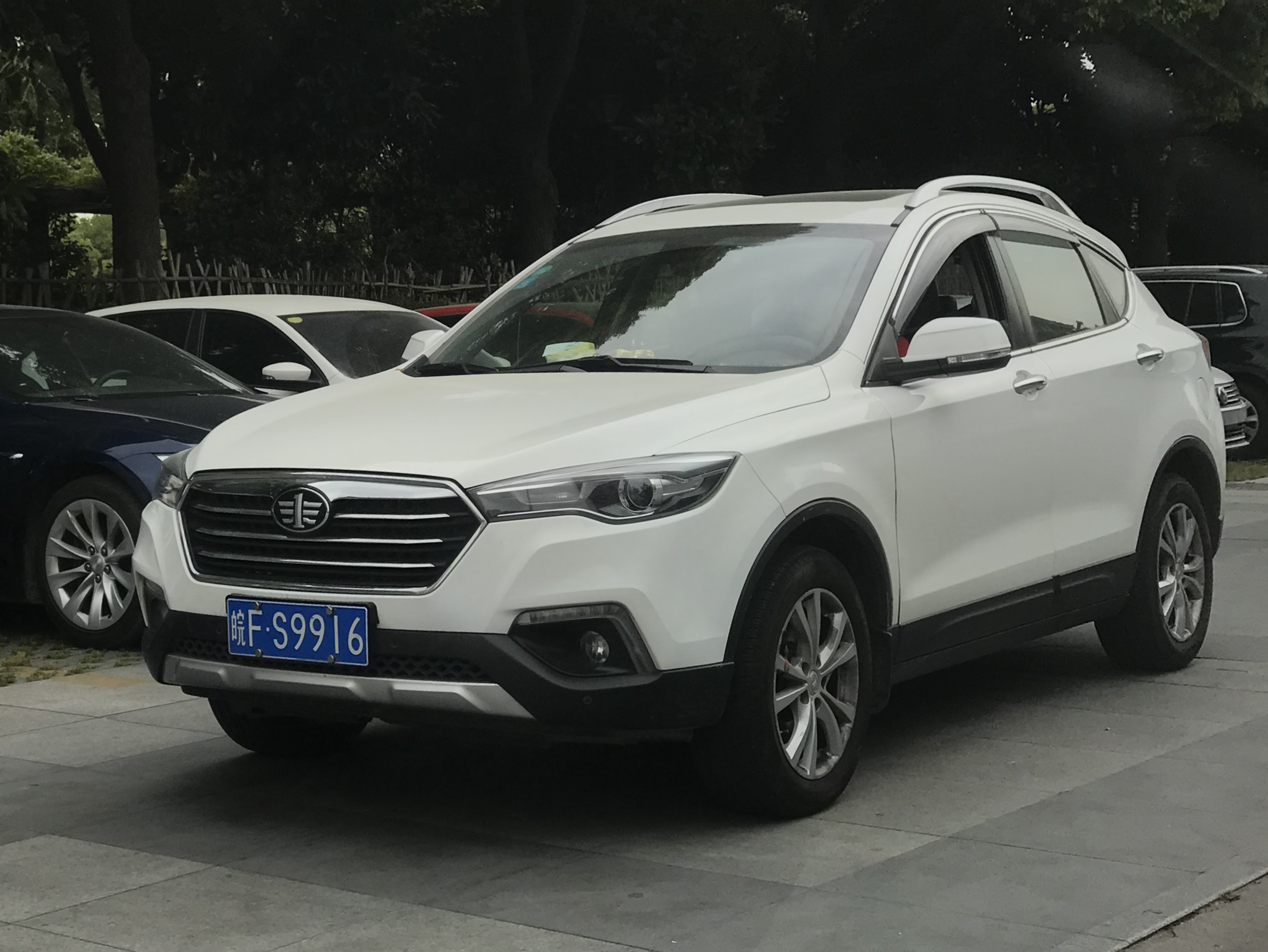
X80 restyling

La X80 è stata anticipata dalla concept car FAW X che ha debuttato al salone di Shanghai 2011, mentre la versione di serie della Besturn X80 è stata presentata per la prima volta allo stesso salone nel 2013; il 16 maggio di dello stesso anno è arrivata nelle concessionarie cinesi.
La vettura utilizza componentistica Mazda, tra cui un motore da 2,0 litri da 146 CV e un motore da 2,3 litri da 154 CV. Entrambi i motori sono abbinati a un cambio manuale o automatico a 6 marce. In seguito è arrivato un motore turbo da 1,8 litri sviluppato internamente dalla FAW. Il motore da 2,3 litri è stato tolto dal listino nel 2015.
Nel settembre 2014 è arrivata una variante più prestazionale chiamata Besturn X80 Sport, alimentata da un motore turbo a quattro cilindri in linea da 1,8 litri che produce 186 CV e 235 Nm, abbinato a un cambio automatico a 6 marce.
Nel 2016 la vettura ha subito un restyling, con un frontale ridisegnato e una parte posteriore leggermente rivista nel design dei paraurti e dei gruppi ottici. Un altro aggiornamento è stato introdotto nel 2018, con dei nuovi interni dotati di un display touchscreen da 12 pollici integrato con il sistema multimediale D-Life 2.0 della FAW. Il sistema D-Life consente ai proprietari di avviare il veicolo a distanza, controllare la temperatura e attivare la funzione di riscaldamento dei sedili o dell'aria condizionata tramite un'app per smartphone. Sempre bello stesso anno sono stati aggiunti un tetto apribile panoramico, una dash cam integrata nello specchietto retrovisore interno e un portellone elettrico.